# FC Brumov
FC Brumov (celým názvem: Football Club Brumov) je český fotbalový klub, který sídlí v Brumově-Bylnici ve Zlínském kraji. Založen byl 29. září 1941 pod názvem SK Brumov. Svůj současný název nese od roku 2018. V sezóně 2018/19 působil v Přeboru Zlínského kraje (5. nejvyšší soutěž). Na krajské úrovni působil poprvé od sezony 1995/96. Postup do divizní soutěže přišel po administrativním postupu hned po ročním působení na krajské úrovni. Od sezony 2021/22 hraje opět Přebor Zlínského kraje. Klubové barvy jsou červená a černá.
K největším úspěchům klubu patří celkem tříleté působení ve 3. nejvyšší soutěži, Moravsko-Slezské fotbalové lize (1999/00, 2000/01 a 2006/07).
Mezi nejznámější odchovance brumovského fotbalu patří Tomáš Řepka, Tomáš Polách, Zdeněk Šenkeřík, Petr Lysáček, Aleš Urbánek.

## Historické názvy
Zdroje: 
- 1941 – SK Brumov (Sportovní klub Brumov)
- 1946 – fúze s SK Bylnice ⇒ SK Brumov–Bylnice (Sportovní klub Brumov–Bylnice)
- 1949 – Sokol MEZ Brumov (Sokol Moravské elektrotechnické závody Brumov)
- 1953 – TJ Spartak MEZ Brumov (Tělovýchovná jednota Spartak Moravské elektrotechnické závody Brumov)
- 1994 – FC Elseremo Brumov (Football Club Elseremo Brumov)
- 2018 – FC Brumov (Football Club Brumov)

## Umístění v jednotlivých sezonách
Stručný přehled
Zdroj: 
- 1960–1961: Okresní přebor Gottwaldovska
- 1961–1962: Okresní soutěž Gottwaldovska – sk. B
- 1962–1963: Okresní přebor Gottwaldovska
- 1963–1965: I. B třída Jihomoravského kraje – sk. C
- 1965–1969: I. B třída Jihomoravské oblasti – sk. C
- 1969–1971: I. A třída Středomoravské župy – sk. B
- 1971–1972: I. B třída Středomoravské župy – sk. D
- 1972–1974: I. B třída Jihomoravského kraje – sk. F
- 1974–1976: Okresní přebor Gottwaldovska
- 1976–1977: I. B třída Jihomoravského kraje – sk. F
- 1977–1979: I. A třída Jihomoravského kraje – sk. C
- 1979–1981: Jihomoravský krajský přebor
- 1981–1983: I. A třída Jihomoravského kraje – sk. B
- 1983–1985: Jihomoravský krajský přebor – sk. B
- 1985–1986: Jihomoravská krajská soutěž I. třídy – sk. F
- 1986–1988: I. B třída Jihomoravského kraje – sk. D
- 1988–1991: I. A třída Jihomoravského kraje – sk. B
- 1991–1996: Středomoravský župní přebor
- 1996–1999: Divize D
- 1999–2001: Moravskoslezská fotbalová liga
- 2001–2006: Divize D
- 2006–2007: Moravskoslezská fotbalová liga
- 2007–2016: Divize E
- 2016–2017: Divize D
- 2017–2018: Divize E
- 2018–2019: Přebor Zlínského kraje
- 2019–2021: Divize E
- 2021–2025: Přebor Zlínského kraje
- 2025–: Divize E

Jednotlivé ročníky
Zdroj: 
Legenda: Z – zápasy, V – výhry, R – remízy, P – porážky, VG – vstřelené góly, OG – obdržené góly, +/− – rozdíl skóre, B – body, červené podbarvení – sestup, zelené podbarvení – postup, fialové podbarvení – reorganizace, změna skupiny či soutěže
| Československo (1960 – 1993) |                                              |        |    |    |    |    |     |    |     |    |        |
| Sezóny                       | Liga                                         | Úroveň | Z  | V  | R  | P  | VG  | OG | +/− | B  | Pozice |
| 1960/61                      | Okresní přebor Gottwaldovska                 | 5      | 26 | 9  | 5  | 12 | 66  | 74 | −8  | 23 | 10.    |
| 1961/62                      | Okresní soutěž Gottwaldovska – sk. B         | 6      | 22 | 21 | 0  | 1  | 131 | 35 | +96 | 42 | 1.     |
| 1962/63                      | Okresní přebor Gottwaldovska                 | 5      | 22 | 14 | 2  | 6  | 66  | 37 | +29 | 30 | 1.     |
| 1963/64                      | I. B třída Jihomoravského kraje – sk. C      | 5      | 22 | 11 | 2  | 9  | 66  | 59 | +7  | 24 | 4.     |
| 1964/65                      | I. B třída Jihomoravského kraje – sk. C      | 5      | 22 | 10 | 4  | 8  | 43  | 43 | 0   | 24 | 5.     |
| 1965/66                      | I. B třída Jihomoravské oblasti – sk. C      | 6      | 22 | 5  | 7  | 10 | 43  | 47 | −4  | 17 | 9.     |
| 1966/67                      | I. B třída Jihomoravské oblasti – sk. C      | 6      | 22 | 6  | 6  | 10 | 32  | 41 | −9  | 18 | 10.    |
| 1967/68                      | I. B třída Jihomoravské oblasti – sk. C      | 6      | 26 | 11 | 3  | 12 | 53  | 61 | −8  | 25 | 9.     |
| 1968/69                      | I. B třída Jihomoravské oblasti – sk. C      | 6      | 26 | 15 | 2  | 9  | 50  | 34 | +17 | 32 | 3.     |
| 1969/70                      | I. A třída Středomoravské župy – sk. B       | 6      | 26 | 10 | 5  | 11 | 43  | 50 | −7  | 25 | 8.     |
| 1970/71                      | I. A třída Středomoravské župy – sk. B       | 6      | 26 | 7  | 4  | 15 | 39  | 62 | −23 | 18 | 14.    |
| 1971/72                      | I. B třída Středomoravské župy – sk. D       | 7      | 22 | 10 | 3  | 9  | 46  | 30 | +16 | 23 | 5.     |
| 1972/73                      | I. B třída Jihomoravského kraje – sk. F      | 7      | 26 | 10 | 5  | 11 | 46  | 40 | +6  | 25 | 8.     |
| 1973/74                      | I. B třída Jihomoravského kraje – sk. F      | 7      | 26 | 8  | 3  | 15 | 36  | 67 | −31 | 19 | 14.    |
| 1974/75                      | Okresní přebor Gottwaldovska                 | 8      | 26 | 13 | 5  | 8  | 60  | 42 | +18 | 31 | 4.     |
| 1975/76                      | Okresní přebor Gottwaldovska                 | 8      | 26 | 15 | 7  | 4  | 65  | 31 | +34 | 37 | 1.     |
| 1976/77                      | I. B třída Jihomoravského kraje – sk. F      | 7      | 26 | 15 | 7  | 4  | 58  | 28 | +30 | 37 | 1.     |
| 1977/78                      | I. A třída Jihomoravského kraje – sk. C      | 5      | 26 | 12 | 2  | 12 | 44  | 47 | −3  | 26 | 8.     |
| 1978/79                      | I. A třída Jihomoravského kraje – sk. C      | 5      | 26 | 17 | 3  | 6  | 47  | 29 | +18 | 37 | 1.     |
| 1979/80                      | Jihomoravský krajský přebor                  | 4      | 30 | 11 | 8  | 11 | 43  | 45 | −2  | 30 | 11.    |
| 1980/81                      | Jihomoravský krajský přebor                  | 4      | 30 | 10 | 5  | 15 | 40  | 49 | −9  | 25 | 15.    |
| 1981/82                      | I. A třída Jihomoravského kraje – sk. B      | 6      | 30 | 17 | 3  | 10 | 47  | 35 | +12 | 37 | 2.     |
| 1982/83                      | I. A třída Jihomoravského kraje – sk. B      | 6      | 30 | 13 | 13 | 4  | 51  | 22 | +29 | 39 | 1.     |
| 1983/84                      | Jihomoravský krajský přebor – sk. B          | 5      | 24 | 9  | 5  | 10 | 35  | 42 | −7  | 23 | 7.     |
| 1984/85                      | Jihomoravský krajský přebor – sk. B          | 5      | 26 | 8  | 5  | 13 | 37  | 48 | −11 | 21 | 13.    |
| 1985/86                      | Jihomoravská krajská soutěž I. třídy – sk. F | 6      | 26 | 12 | 5  | 9  | 50  | 34 | +16 | 29 | 5.     |
| 1986/87                      | I. B třída Jihomoravského kraje – sk. D      | 7      | 26 | 13 | 4  | 9  | 54  | 44 | +10 | 30 | 3.     |
| 1987/88                      | I. B třída Jihomoravského kraje – sk. D      | 7      | 26 | 16 | 8  | 2  | 68  | 33 | +35 | 40 | 1.     |
| 1988/89                      | I. A třída Jihomoravského kraje – sk. B      | 6      | 26 | 8  | 6  | 12 | 40  | 47 | −7  | 22 | 10.    |
| 1989/90                      | I. A třída Jihomoravského kraje – sk. B      | 6      | 26 | 9  | 7  | 10 | 28  | 43 | −15 | 25 | 10.    |
| 1990/91                      | I. A třída Jihomoravského kraje – sk. B      | 6      | 26 | 10 | 6  | 10 | 47  | 49 | −2  | 26 | 8.     |
| 1991/92                      | Středomoravský župní přebor                  | 5      | 26 | 8  | 5  | 13 | 35  | 52 | −17 | 21 | 11.    |
| 1992/93                      | Středomoravský župní přebor                  | 5      | 26 | 8  | 4  | 14 | 32  | 63 | −31 | 36 | 10.    |
| Česko (1993 – )              |                                              |        |    |    |    |    |     |    |     |    |        |
| Sezóny                       | Liga                                         | Úroveň | Z  | V  | R  | P  | VG  | OG | +/− | B  | Pozice |
| 1993/94                      | Středomoravský župní přebor                  | 5      | 30 | 16 | 4  | 10 | 62  | 50 | +12 | 36 | 4.     |
| 1994/95                      | Středomoravský župní přebor                  | 5      | 30 | 22 | 1  | 7  | 74  | 31 | +43 | 67 | 2.     |
| 1995/96                      | Středomoravský župní přebor                  | 5      | 30 | 22 | 6  | 2  | 80  | 29 | +51 | 72 | 1.     |
| 1996/97                      | Divize D                                     | 4      | 30 | 21 | 3  | 6  | 62  | 35 | +27 | 66 | 2.     |
| 1997/98                      | Divize D                                     | 4      | 30 | 19 | 4  | 7  | 62  | 31 | +31 | 61 | 2.     |
| 1998/99                      | Divize D                                     | 4      | 30 | 22 | 2  | 6  | 72  | 29 | +43 | 68 | 1.     |
| 1999/00                      | Moravskoslezská fotbalová liga               | 3      | 28 | 8  | 4  | 16 | 29  | 50 | −21 | 28 | 13.    |
| 2000/01                      | Moravskoslezská fotbalová liga               | 3      | 30 | 6  | 3  | 21 | 33  | 77 | −44 | 21 | 16.    |
| 2001/02                      | Divize D                                     | 4      | 30 | 10 | 7  | 13 | 39  | 48 | −9  | 37 | 10.    |
| 2002/03                      | Divize D                                     | 4      | 30 | 8  | 9  | 13 | 37  | 46 | −9  | 33 | 12.    |
| 2003/04                      | Divize D                                     | 4      | 30 | 8  | 10 | 12 | 32  | 58 | −26 | 34 | 13.    |
| 2004/05                      | Divize D                                     | 4      | 30 | 15 | 5  | 10 | 51  | 48 | +3  | 50 | 6.     |
| 2005/06                      | Divize D                                     | 4      | 30 | 16 | 3  | 11 | 44  | 48 | −4  | 50 | 2.     |
| 2006/07                      | Moravskoslezská fotbalová liga               | 3      | 30 | 8  | 4  | 18 | 36  | 68 | −32 | 28 | 15.    |
| 2007/08                      | Divize E                                     | 4      | 30 | 10 | 9  | 11 | 41  | 53 | −12 | 39 | 9.     |
| 2008/09                      | Divize E                                     | 4      | 30 | 13 | 8  | 9  | 60  | 51 | +9  | 47 | 5.     |
| 2009/10                      | Divize E                                     | 4      | 30 | 10 | 8  | 12 | 46  | 53 | −7  | 38 | 12.    |
| 2010/11                      | Divize E                                     | 4      | 28 | 10 | 7  | 11 | 46  | 51 | −5  | 37 | 11.    |
| 2011/12                      | Divize E                                     | 4      | 30 | 13 | 3  | 14 | 43  | 52 | −9  | 42 | 6.     |
| 2012/13                      | Divize E                                     | 4      | 30 | 11 | 7  | 12 | 41  | 40 | +1  | 40 | 10.    |
| 2013/14                      | Divize E                                     | 4      | 30 | 12 | 6  | 12 | 44  | 50 | −6  | 42 | 8.     |
| 2014/15                      | Divize E                                     | 4      | 30 | 16 | 3  | 11 | 58  | 41 | +17 | 51 | 4.     |
| 2015/16                      | Divize E                                     | 4      | 30 | 10 | 6  | 14 | 33  | 59 | −26 | 36 | 11.    |
| 2016/17                      | Divize D                                     | 4      | 30 | 9  | 6  | 15 | 46  | 59 | −13 | 33 | 10.    |
| 2017/18                      | Divize E                                     | 4      | 30 | 5  | 5  | 20 | 27  | 79 | −52 | 20 | 16.    |
| 2018/19                      | Přebor Zlínského kraje                       | 5      | 26 | 16 | 5  | 5  | 63  | 33 | +30 | 54 | 3.     |
| 2019/20                      | Divize E                                     | 4      | 13 | 1  | 5  | 7  | 10  | 33 | −23 | 8  | 13.    |
| 2020/21                      | Divize E                                     | 4      | 10 | 1  | 0  | 9  | 9   | 37 | −28 | 3  | 14.    |
| 2021/22                      | Přebor Zlínského kraje                       | 5      | 26 | 11 | 7  | 8  | 51  | 41 | +10 | 40 | 6.     |
| 2022/23                      | Přebor Zlínského kraje                       | 5      | 26 | 14 | 3  | 9  | 62  | 48 | +14 | 45 | 4.     |
| 2023/24                      | Přebor Zlínského kraje                       | 5      | 26 | 8  | 5  | 13 | 46  | 39 | -3  | 29 | 10.    |
| 2024/25                      | Přebor Zlínského kraje                       | 5      | 26 | 19 | 5  | 2  | 65  | 25 | +40 | 62 | 1.     |

Poznámky
- 1967/68: V knize je uvedeno skóre 52:61,[17] v novinách je 53:61.[20]
- 1968/69: Historie fotbalu v Brumově (3. část) uvádí skóre 51:34,[14] v novinách je 50:34.[21]
- 1973/74: Historie fotbalu v Brumově (4. část) uvádí 18 bodů,[25] v novinách je 19.[28]
- 1987/88: Historie fotbalu v Brumově (5. část) uvádí skóre 69:33,[35] v novinách je 68:33.[43]
- 2018/19: Brumov původně skončil v krajském přeboru na nepostupovém třetím místě. Ovšem po zániku mužského týmu Spartaku Hulín bylo brumovskému klubu nabídnuto hulínské místo v Divizi, kterou vedení po krátkém váhání přijalo.[5]
- 2019/20 a 2020/21: Tyto sezony byly ukončeny předčasně ukončena z důvodu pandemie covidu-19 v Česku.

## FC Brumov „B“
FC Brumov „B“ je rezervní tým Brumova, hrající od sezóny 2019/20 I. B třídu Zlínského kraje (7. nejvyšší soutěž). Největšího úspěchu dosáhl v sezóně 2012/13, kdy se v I. A třídě Zlínského kraje (6. nejvyšší soutěž) umístil na 1. místě.

### Umístění v jednotlivých sezonách
Stručný přehled
Zdroj: 
- 1995–1996: I. B třída Středomoravské župy – sk. A
- 1996–1999: I. A třída Středomoravské župy – sk. A
- 2001–2002: I. A třída Středomoravské župy – sk. A
- 2002–2019: I. A třída Zlínského kraje – sk. A
- 2019– : I. B třída Zlínského kraje – sk. A

Jednotlivé ročníky
Zdroj: 
Legenda: Z – zápasy, V – výhry, R – remízy, P – porážky, VG – vstřelené góly, OG – obdržené góly, +/− – rozdíl skóre, B – body, červené podbarvení – sestup, zelené podbarvení – postup, fialové podbarvení – reorganizace, změna skupiny či soutěže
| Československo (1959 – 1993) |                                        |        |    |    |       |    |    |    |     |    |        |
| Sezóny                       | Liga                                   | Úroveň | Z  | V  | R     | P  | VG | OG | +/− | B  | Pozice |
| ...                          |                                        |        |    |    |       |    |    |    |     |    |        |
| Česko (1993 – )              |                                        |        |    |    |       |    |    |    |     |    |        |
| Sezóny                       | Liga                                   | Úroveň | Z  | V  | R     | P  | VG | OG | +/− | B  | Pozice |
| ...                          |                                        |        |    |    |       |    |    |    |     |    |        |
| 1995/96                      | I. B třída Středomoravské župy – sk. A | 7      | 26 | 19 | 3     | 4  | 62 | 22 | +40 | 60 | 2.     |
| 1996/97                      | I. A třída Středomoravské župy – sk. A | 6      | 26 | 9  | 7     | 10 | 47 | 45 | +2  | 34 | 9.     |
| 1997/98                      | I. A třída Středomoravské župy – sk. A | 6      | 26 | 14 | 3     | 9  | 56 | 38 | +18 | 45 | 5.     |
| 1998/99                      | I. A třída Středomoravské župy – sk. A | 6      | 26 | 13 | 6     | 7  | 38 | 39 | −1  | 45 | 4.     |
| ...                          |                                        |        |    |    |       |    |    |    |     |    |        |
| 2001/02                      | I. A třída Středomoravské župy – sk. A | 6      | 26 | 5  | 7     | 14 | 26 | 79 | −53 | 22 | 12.    |
| 2002/03                      | I. A třída Zlínského kraje – sk. A     | 6      | 26 | 9  | 5     | 12 | 36 | 49 | −13 | 32 | 11.    |
| 2003/04                      | I. A třída Zlínského kraje – sk. A     | 6      | 26 | 10 | 8     | 8  | 44 | 43 | +1  | 38 | 6.     |
| 2004/05                      | I. A třída Zlínského kraje – sk. A     | 6      | 26 | 9  | 6     | 11 | 36 | 51 | −15 | 33 | 11.    |
| 2005/06                      | I. A třída Zlínského kraje – sk. A     | 6      | 26 | 6  | 3     | 17 | 34 | 57 | −23 | 21 | 13.    |
| 2006/07                      | I. A třída Zlínského kraje – sk. A     | 6      | 26 | 6  | 8     | 12 | 39 | 62 | −23 | 26 | 12.    |
| 2007/08                      | I. A třída Zlínského kraje – sk. A     | 6      | 26 | 10 | 3     | 13 | 45 | 56 | −11 | 33 | 10.    |
| 2008/09                      | I. A třída Zlínského kraje – sk. A     | 6      | 26 | 9  | 7     | 10 | 35 | 55 | −20 | 34 | 9.     |
| 2009/10                      | I. A třída Zlínského kraje – sk. A     | 6      | 26 | 10 | 8     | 8  | 43 | 35 | +8  | 38 | 7.     |
| 2010/11                      | I. A třída Zlínského kraje – sk. A     | 6      | 26 | 11 | 2     | 13 | 29 | 50 | −21 | 35 | 7.     |
| 2011/12                      | I. A třída Zlínského kraje – sk. A     | 6      | 26 | 10 | 4     | 12 | 50 | 48 | +2  | 34 | 7.     |
| 2012/13                      | I. A třída Zlínského kraje – sk. A     | 6      | 26 | 16 | 3     | 7  | 64 | 36 | +28 | 51 | 1.     |
| 2013/14                      | I. A třída Zlínského kraje – sk. A     | 6      | 26 | 10 | 6     | 10 | 42 | 37 | +5  | 36 | 7.     |
| 2014/15                      | I. A třída Zlínského kraje – sk. A     | 6      | 24 | 12 | 3 / 2 | 7  | 52 | 42 | +10 | 44 | 3.     |
| 2015/16                      | I. A třída Zlínského kraje – sk. A     | 6      | 26 | 10 | 4 / 3 | 9  | 61 | 54 | +7  | 41 | 6.     |
| 2016/17                      | I. A třída Zlínského kraje – sk. A     | 6      | 26 | 14 | 3 / 1 | 8  | 67 | 44 | +23 | 49 | 2.     |
| 2017/18                      | I. A třída Zlínského kraje – sk. A     | 6      | 26 | 9  | 4 / 1 | 10 | 42 | 54 | −12 | 36 | 5.     |
| 2018/19                      | I. A třída Zlínského kraje – sk. A     | 6      | 26 | 5  | 1 / 0 | 19 | 28 | 67 | −39 | 17 | 14.    |
| 2019/20                      | I. B třída Zlínského kraje – sk. A     | 7      | 13 | 6  | 2 / 2 | 3  | 34 | 25 | +9  | 24 | 4.     |
| 2020/21                      | I. B třída Zlínského kraje – sk. A     | 7      | 9  | 4  | 2 / 1 | 2  | 29 | 15 | +14 | 17 | 3.     |
| 2021/22                      | I. B třída Zlínského kraje – sk. A     | 7      | 26 | 10 | 3     | 13 | 60 | 59 | +1  | 33 | 7.     |
| 2022/23                      | I. B třída Zlínského kraje – sk. A     | 7      | 26 | 8  | 4     | 14 | 66 | 63 | +3  | 28 | 12.    |
| 2023/24                      | I. B třída Zlínského kraje – sk. A     | 7      | 26 | 10 | 9     | 7  | 57 | 37 | +20 | 39 | 6.     |
| 2024/25                      | I. B třída Zlínského kraje – sk. A     | 7      | 26 | 8  | 8     | 10 | 72 | 62 | +10 | 32 | 9.     |

Poznámka:
- 1981/82: 7. místo ve III. třídě okresu Gottwaldov (okresní soutěž).[35]
- 1982/83: 8. místo ve III. třídě okresu Gottwaldov.[35]
- 1983/84: Účast ve III. třídě okresu Gottwaldov.[35]
- 1984/85: Účast ve III. třídě okresu Gottwaldov, postup do II. třídy (okresní přebor).[35]
- 1985/86: Účast ve II. třídě okresu Gottwaldov.[35]
- 1986/87: Účast ve II. třídě okresu Gottwaldov.[35]
- 1987/88: 7. místo ve II. třídě okresu Gottwaldov se ziskem 25 bodů.[35]
- 1988/89: Účast ve II. třídě okresu Gottwaldov.[35]
- 1989/90: Účast ve II. třídě okresu Gottwaldov/Zlín, sestup do III. třídy.[35]
- 1990/91: Účast ve III. třídě okresu Zlín.[35]
- 2012/13: Brumovské B-mužstvo se postupu vzdalo ve prospěch SK Vizovice (2. místo).
- Od sezony 2014/15 do sezony 2020/21 se ve Zlínském kraji hrálo tímto způsobem: Pokud zápas skončil nerozhodně, kopal se penaltový rozstřel. Jeho vítěz bral 2 body, poražený pak jeden bod.
- 2019/20 a 2020/21: Tyto sezony byly ukončeny předčasně ukončena z důvodu pandemie covidu-19 v Česku.